# Jean Manassé d'Orthe
Jean Manassé d'Orthe (1660-1731) est un général prussien du XVIIIe siècle. Generalleutnant de Frédéric-Guillaume Ier de Prusse, il commanda les 13e et 22e régiments d'infanterie du Brandebourg.

## Biographie
Issu d'une famille alliée des Pomponnes et de toute la Maison de Feuquieres, Jean Manassé d'Orthe, orthographié Dorthe dans le Brandebourg, ou d'Orchez, seigneur de Courcelles-Chaussy, Grimont, Montoy, et autres lieux, naît à Metz en 1660. Fidèle à la tradition familiale, il choisit la carrière des armes. À peine âgé de 24 ans, Jean Manassé d'Orthe est déjà capitaine au régiment de Piémont.
Comme beaucoup d'autres officiers français Jean Manassé d'Orthe s'exila en Prusse après la révocation de l'édit de Nantes. La décision est prise au château d'Urville en décembre 1685. En 1688, Jean Manassé d'Orthe est engagé dans le 13e régiment d'infanterie "Varenne" de l'armée brandebourgeoise, avec le grade de lieutenant-colonel. À cette époque, ce régiment est composé essentiellement de huguenots français réfugiés. Quatre ans plus trad, en 1692, il est promu colonel. 
Jean Manassé d'Orthe est promu Generalmajor, général de brigade, en 1698. En novembre 1701, il forme un autre régiment français, pour le premier roi de prusse, Frédéric Ier. En 1703, le général d'Orthe crée à Rathenow une nouvelle compagnie de volontaires, qui prendra un peu plus tard ses quartiers à Magdebourg. En 1713, alors que sa compagnie de volontaires devient le 22e régiment d'infanterie de Prusse, Jean Manassé d'Orthe est promu Generalleutnant, lieutenant-général.
Jean Manassé d'Orthe, qui avait épousé  Marie de Meaux (1654–1737), la veuve du général Henri de Briquemault, décéda en Prusse, en 1731.